# Leschea
Leschea é uma rapper, cantora e compositora estadunidense. Ganhou notoriedade entre 1995 e 1996 com seu primeiro álbum ''Rhythm & Beats'', principalmente pelo seu single Fulton St, o maior de sua carreira. Leschea fazia parte do grupo Masta Ace Incorporated.

## Biografia
Nascida e criada em Bedford-Stuyvesant, Brooklyn, Nova Iorque, começou a cantar com oito anos de idade. Sem nenhum treinamento formal, aperfeiçoou suas habilidades vocais em atividades escolares. Após lançar o álbum ''Sittin 'On Chrome'' junto com seu antigo grupo ''Masta Ace Incorporated'', Leschea assinou um contrato com a Warner Bros Records e deixou o grupo em 1995. Em 1996, ganhou notoriedade com os singles "How We Stay" e "Fulton Street". O single ‘’Fulton St'' tornou-se o maior de sua carreira, alcançando a 90° posição na Billboard Hot 100 e a 44° na Billboard's Hot R&B permanecendo 17 semanas no gráfico. O single tornou-se o decimo mais vendido em Nova Iorque por sete semanas. Em 1997 lançou seu álbum de estreia intitulado Rhythm & Beats. Seus videoclipes alcançaram gráficos na BET, ficando no top vinte entre as mais tocada. Seu segundo single "How We Stay" não alcançou o sucesso esperado e após o lançamento do single, Leschea nunca mais apareceu entre os meios musicais, seu paradeiro é atualmente desconhecido. Muitos dizem que seu álbum ''Rhythm & Beats'' foi liberado prematuramente e nunca teve a atenção que merecia. Leschea atualmente apresenta um programa de radio online chamado Leschea Show 

## Discografia
| Titulo           | Detalhes                                                                            | Singles                    |
| ---------------- | ----------------------------------------------------------------------------------- | -------------------------- |
| Rhythm and Beats | - Lançamento: 1997 - Formatos: CD,Download Digital - Gravadora: Rhino, Warner bros. | - Fulton St. - How We Stay |